# Reginald Sackville, VII conte De La Warr
Reginald Windsor Sackville-West, VII conte De La Warr (21 febbraio 1817 – 5 gennaio 1896), è stato un nobile britannico.

## Biografia
Era il terzogenito di George West, V conte De La Warr, e di sua moglie, Lady Elizabeth Sackville, baronessa Buckhurst, figlia ed erede di John Sackville, III duca di Dorset.

## Carriera
È stato rettore di Withyam (1841-1865) e Cappellano della Regina (1846-1865). Nel 1870 successe alla madre come barone Buckhurst e nel 1873 al fratello come conte De La Warr prendendo il suo posto nella Camera dei lord.
Dal 1871 al 1895 fu High Stewart di Stratford-upon-Avon.

## Famiglia
Sposò, il 7 febbraio 1867, Constance Baillie-Cochrane (7 febbraio 1846-19 luglio 1929), figlia di Alexander Baillie-Cochrane, I barone Lamington. Ebbero cinque figli:
- Lionel Charles Cranfield Sackville, visconte Cantelupe (1º gennaio 1868-7 novembre 1890);
- Gilbert Sackville-West, VIII conte De La Warr (22 marzo 1869-16 dicembre 1915);
- Lady Edeline Sackville (10 settembre 1870-15 dicembre 1918), sposò Gerald Strickland, I barone Strickland, ebbero sette figli;
- Lady Leonore Mary Sackville (?-18 luglio 1939), sposò John McClean Griffin, non ebbero figli;
- Lady Margaret Sackville (?-18 aprile 1963).

## Morte
Morì il 5 gennaio 1896. La contessa si risposò con il reverendo Paul Williams Wyatt nel 1902 e morì nel luglio del 1929, all'età di 83 anni.

## Ascendenza
|                                               |                |                                    | Genitori                          |  |  | Nonni |  |  | Bisnonni                       |  |  | Trisnonni                     |  |
|                                               |                |                                    |                                   |  |  |       |  |  | John West, II conte De La Warr |  |  | John West, I conte De La Warr |  |
|                                               |                |                                    |                                   |  |  |       |  |  | John West, II conte De La Warr |  |  | John West, I conte De La Warr |  |
|                                               |                | Charlotte MacCarthy                |                                   |  |  |       |  |  | John West, II conte De La Warr |  |  |                               |  |
| John West, IV conte De La Warr                |                |                                    |                                   |  |  |       |  |  | John West, II conte De La Warr |  |  |                               |  |
|                                               |                | Mary Wynyard                       | John Wynyard                      |  |  |       |  |  |                                |  |  |                               |  |
|                                               |                | Mary Wynyard                       | John Wynyard                      |  |  |       |  |  |                                |  |  |                               |  |
|                                               |                | Mary Wynyard                       | Mary Maxwell                      |  |  |       |  |  |                                |  |  |                               |  |
| George West, V conte De La Warr               |                | Mary Wynyard                       |                                   |  |  |       |  |  |                                |  |  |                               |  |
|                                               |                | Henry Leijel                       | Adam Leijel                       |  |  |       |  |  |                                |  |  |                               |  |
|                                               |                | Henry Leijel                       | Adam Leijel                       |  |  |       |  |  |                                |  |  |                               |  |
|                                               |                | Henry Leijel                       | Hedvig Lucia Lohe                 |  |  |       |  |  |                                |  |  |                               |  |
| Catherine Leijel                              |                | Henry Leijel                       |                                   |  |  |       |  |  |                                |  |  |                               |  |
|                                               |                | Catherine Allestrec                | …                                 |  |  |       |  |  |                                |  |  |                               |  |
|                                               |                | Catherine Allestrec                | …                                 |  |  |       |  |  |                                |  |  |                               |  |
|                                               |                | Catherine Allestrec                | …                                 |  |  |       |  |  |                                |  |  |                               |  |
| Reginald Sackville-West, VII conte De La Warr |                | Catherine Allestrec                |                                   |  |  |       |  |  |                                |  |  |                               |  |
|                                               | John Sackville | Lionel Sackville, I duca di Dorset |                                   |  |  |       |  |  |                                |  |  |                               |  |
|                                               | John Sackville | Lionel Sackville, I duca di Dorset |                                   |  |  |       |  |  |                                |  |  |                               |  |
|                                               | John Sackville | Elizabeth Colyear                  |                                   |  |  |       |  |  |                                |  |  |                               |  |
| John Sackville, III duca di Dorset            | John Sackville |                                    |                                   |  |  |       |  |  |                                |  |  |                               |  |
|                                               |                | Frances Leveson-Gower              | John Leveson-Gower, I conte Gower |  |  |       |  |  |                                |  |  |                               |  |
|                                               |                | Frances Leveson-Gower              | John Leveson-Gower, I conte Gower |  |  |       |  |  |                                |  |  |                               |  |
|                                               |                | Frances Leveson-Gower              | Evelyn Pierrepont                 |  |  |       |  |  |                                |  |  |                               |  |
| Elizabeth Sackville                           |                | Frances Leveson-Gower              |                                   |  |  |       |  |  |                                |  |  |                               |  |
|                                               |                | Charles Cope, II baronetto         | Jonathan Cope                     |  |  |       |  |  |                                |  |  |                               |  |
|                                               |                | Charles Cope, II baronetto         | Jonathan Cope                     |  |  |       |  |  |                                |  |  |                               |  |
|                                               |                | Charles Cope, II baronetto         | Arabella Howard                   |  |  |       |  |  |                                |  |  |                               |  |
| Arabella Diana Cope                           |                | Charles Cope, II baronetto         |                                   |  |  |       |  |  |                                |  |  |                               |  |
|                                               |                | Catherine Bishopp                  | Cecil Bishopp, VI baronetto       |  |  |       |  |  |                                |  |  |                               |  |
|                                               |                | Catherine Bishopp                  | Cecil Bishopp, VI baronetto       |  |  |       |  |  |                                |  |  |                               |  |
|                                               |                | Catherine Bishopp                  | Anne Boscawen                     |  |  |       |  |  |                                |  |  |                               |  |
|                                               |                | Catherine Bishopp                  |                                   |  |  |       |  |  |                                |  |  |                               |  |